# Peldżidijn Genden
Peldżidijn Genden (mong. Пэлжидийн Гэндэн; ur. 1892, zm. 26 listopada 1937) – mongolski polityk komunistyczny i rewolucjonista, formalna głowa państwa mongolskiego w latach 1924–1927 oraz premier Mongolskiej Republiki Ludowej w latach 1932–1936.

## Życiorys
Urodził się w dzisiejszym ajmaku południowochangajskim w 1892 lub 1895 roku (w zależności od źródeł). W młodości zajmował się kradzieżą koni i bydła oraz znany był z awanturniczego trybu życia. W 1922 roku wstąpił do Ligi Mongolskiej Młodzieży Rewolucyjnej, a rok później objął funkcję szefa jej lokalnej komórki. W listopadzie 1924 roku jako delegat wziął udział w pierwszej sesji Wielkiego Churału Państwowego w Ułan Bator. Premier Balingijn Cerendordż zwrócił na niego uwagę i zgodnie z jego zaleceniem, Genden wybrany został przewodniczącym prezydium Małego Churału Państwowego, zostając tym samym formalną głową państwa. Stanowisko to piastował od 29 listopada 1924 do 15 listopada 1927 roku. Jednocześnie był przewodniczącym Centralnego Biura Związków Zawodowych. Od listopada 1928 do czerwca 1932 był jednym z trzech sekretarzy Mongolskiej Partii Ludowo-Rewolucyjnej. W 1932 stanął na czele Zgromadzenia Komisarzy Ludowych. W tym czasie naciskał na szybszą realizację socjalistycznej polityki gospodarczej i kolektywizacji. Nie doszło do tego i w efekcie w 1932 roku nastąpił nieudany bunt wojskowych na prowincji. Doprowadził on do odsunięcia (z inicjatywy Moskwy) części działaczy lewicowego odchylenia od głównego nurtu polityki, a następnie ich egzekucji.
Genden przeżył stalinowską czystkę, a w roku jej przeprowadzenia spotkał się z Józefem Stalinem, co zabezpieczyło jego pozycję w rządzie. 2 lipca 1932 roku został desygnowany na premiera. Jako premier nadzorował realizację nowej polityki reform polegającej na złagodzeniu komunistycznych zasad ekonomicznych. Reforma była ściśle wzorowana na Nowej Polityce Ekonomicznej wprowadzonej przez Lenina w ZSRR. Na gruncie reform zredukował podatki, zwiększył liczbę prywatnych przedsiębiorstw oraz pozwolił na normalne funkcjonowanie instytucji religijnych. Wraz ze wzrostem gospodarczym i zmniejszeniem niedoborów wzrosła popularność Gendena w społeczeństwie, w efekcie po raz pierwszy po rewolucji rząd był silniejszy od partii. W 1933 roku usunął z partii przywódców pochodzenia buriackiego.
W 1934 roku rozpoczął się spór Gendena ze Stalinem. Na jednym ze spotkań radziecki przywódca naciskał na Gendena, aby ten zniszczył kler buddyjski poprzez eksterminację lamów. Genden stanowczo się temu sprzeciwił, ponieważ sam był praktykującym buddystą (kiedyś stwierdził „na ziemi znajdują się dwaj wielcy geniusze – Lenin i Budda”). Genden zapowiedział, że nie będzie walczył z religią i pozwolił lamom na dowolne głoszenie swoich poglądów. Genden działał także na rzecz zakończenia stacjonowania wojsk radzieckich w Mongolii. Próbował przełożyć w czasie zawarcie dwustronnej umowy, w której ZSRR obiecało Mongolii ochronę w przypadku inwazji oraz Traktatu o Przyjaźni i Współpracy. Politykę ZSRR określał jako „czerwony imperializm”. Premier próbował wykorzystać napięcia na linii ZSRR-Japonia na korzyść Mongolii i uwolnienia się spod dominacji radzieckiej. Polityka ta doprowadziła do upadku Gendena, gdy w 1936 roku został oskarżony o współpracę z Japonią. Już pod koniec 1935 roku Genden został wezwany do Moskwy, gdzie Stalin skarcił go za niestosowanie się do jego wytycznych. Później, będąc pod wpływem alkoholu, Genden mocno skarcił Stalina w mongolskiej ambasadzie – nazwał go „cholernym Gruzinem” i porównał go do cara. Po chwili wyrwał Stalinowi drewnianą fajkę i rozbił ją.
W marcu 1936 Józef Stalin wraz ze wskazanym na następcę Gendena Chorlogijnem Czojbalsanem zorganizował walne zgromadzenie MPLR, które usunęło Gendena ze stanowiska premiera. W kwietniu 1936 Genden został pod pozorem udania się na leczenie wywieziony nad Morze Czarne, a 17 lipca 1937 aresztowano go pod zarzutem szpiegostwa na rzecz Japonii. Podczas śledztwa przyznał się do działań szpiegowskich i kontrrewolucyjnych. 25 listopada 1937 został skazany na śmierć przez Wojskowe Kolegium Sądu Najwyższego ZSRR pod zarzutem szpiegostwa i przygotowywania przewrotu państwowego w Mongolii i następnego dnia rozstrzelany w Moskwie; jego prochy złożono na Cmentarzu Dońskim. W Mongolii i ZSRR został ogłoszony wrogiem ludu. Zrehabilitowany został przez Wojskowe Kolegium Sądu Najwyższego ZSRR 15 grudnia 1956, a w Mongolii dopiero w latach '90. W 1993 córka Gendena, Cerendulam, otworzyła w jego dawnym domu muzeum.